# Albaretto della Torre
Albaretto della Torre (en français Albareil) est une commune italienne de la province de Coni dans la région Piémont en Italie.

## Administration
| Période                                  | Période  | Identité    | Étiquette    | Qualité |
| ---------------------------------------- | -------- | ----------- | ------------ | ------- |
| depuis 2009                              | En cours | Ivan Borgna | lista civica |         |
| Les données manquantes sont à compléter. |          |             |              |         |

### Communes limitrophes
Arguello, Cerreto Langhe, Lequio Berria, Rodello, Sinio